# Stuttgart Surge
Stuttgart Surge is een American footballteam uit Stuttgart, Duitsland.  Ze komen uit in de European League of Football (ELF) waar ze momenteel spelen in de Central Division. De Surge zijn opgericht in 2021 en is een van de oprichters van de ELF.
De eerste twee seizoenen eindigden de Surge op de laatste plaats van hun divisie en bovendien, als de slechtste ploeg van de hele competitie.  In 2023 sloten sommige coaches en spelers van de Schwäbisch Hall Unicorns zich aan bij de Surge.  Sindsdien zijn de Surge een van de beste teams van de ELF.  Ze hebben hun divisie twee keer gewonnen en waren 2023 voor de ELF Bowl gekwalificeerd.

## Resultaten
| Seizoen | Competitie | Div     | Regulier seizoen | Regulier seizoen | Regulier seizoen | Regulier seizoen | Play-offs                 | Play-offs              | Play-offs          |
| Seizoen | Competitie | Div     | Plek             | W                | V                | Pct              | Wild card                 | Halve finale           | ELF Bowl           |
| ------- | ---------- | ------- | ---------------- | ---------------- | ---------------- | ---------------- | ------------------------- | ---------------------- | ------------------ |
| 2021    | ELF        | South   | 4e               | 2                | 8                | 0,200            | —                         |                        |                    |
| 2022    | ELF        | Central | 4e               | 0                | 12               | 0,000            | —                         |                        |                    |
| 2023    | ELF        | Central | 1e               | 10               | 2                | 0,833            | 37–14 v. Panthers Wrocław | 33–40 @ Vienna Vikings | 53–34 @ Rhein Fire |
| 2024    | ELF        | Central | 1e               | 11               | 1                | 0,917            | vrijstelling              | 23–29 v. Rhein Fire    |                    |
| 2025    | ELF        | West    | 1e               | 10               | 2                | 0,833            | v. Madrid Bravos          |                        |                    |